# Líderes das guerras iugoslavas
Os líderes das guerras iugoslavas listados abaixo compreendem as figuras políticas e militares importantes durante as guerras iugoslavas.

## Bósnia e Herzegovina
- Alija Izetbegović foi o presidente da República da Bósnia-Herzegovina entre 1990 e 1996.[1]

- Haris Silajdžić foi ministro das Relações Exteriores da Bósnia e Herzegovina entre 1990-1993 e serviu entre 1993 e 1996 como  primeiro-ministro.

- Sefer Halilović era o chefe do Estado Maior do Exército da República da Bósnia e Herzegovina (ARBiH) entre 1992-1993.

- Rasim Delić era o chefe do Estado-Maior do Exército da República da Bósnia e Herzegovina (ARBiH) entre 1993-1995.

- Jovan Divjak foi o comandante das forças das ARBiH em Sarajevo no início da guerra (1992-1993) e mais tarde serviu como vice-comandante do Quartel-General na ARBiH.

- Atif Dudaković foi o comandante Quinto Corpo de Fuzileiros da Bósnia.

- Mustafa Hajrulahović foi o comandante do Primeiro Corpo de Fuzileiros da Bósnia e da inteligência e mais tarde chefe no governo bósnio.

- Naser Orić liderou a 28a Divisão da ARBiH e comandou as defesas de Srebrenica.

- Blaž Kraljević era o comandante das Forças de Defesa da Croácia (HOS). O presidente bósnio Alija Izetbegovic nomeou-o para ser um membro dos serviços centrais do Exército da Bósnia.

## Bósnia Ocidental
- Fikret Abdić foi o presidente da Bósnia Ocidental.

## Croácia
- Franjo Tuđman foi o presidente da Croácia de 1990 até sua morte em 1999.[2][3]

- Gojko Šušak foi ministro da Defesa croata entre 1991-1998.

- Stjepan Mesić foi secretário-geral da HDZ e o primeiro-ministro da Croácia em 1990. Ele se tornou presidente do Parlamento croata em 1992, mas renunciou e deixou a HDZ em 1994 por causa de sua política na Bósnia e Herzegovina.

- Anton Tus foi um general do Exército croata e primeiro Chefe de Estado Maior das forças armadas da Croácia entre 1991-1992.

- Janko Bobetko foi um general do Exército croata e Chefe do Estado Maior de 1992 até sua aposentadoria em 1995.

- Zvonimir Červenko foi um general do Exército croata e chefe do Estado Maior Geral entre 1995 e 1996.

- Ante Gotovina foi um tenente-general no Exército croata e comandante de forças croatas durante a Operação Tempestade e Operação Mistral 2.

- Mile Dedaković era o comandante do 204a Brigada de Vukovar e das  defesas da cidade de Vukovar durante 1991 na Batalha de Vukovar.

## Herzeg-Bósnia
- Mate Boban foi o presidente da Herzeg-Bósnia entre 1991 a 1994 após o Acordo de Washington.

- Dario Kordić foi o líder político dos croatas bósnios na Bósnia central e um comandante militar da HVO.

- Jadranko Prlić foi o primeiro-ministro da Herzeg-Bosnia.

- Valentin Ćorić foi o ministro do Interior da Herzeg-Bosnia.

- Bruno Stojić era o ministro da Defesa da Herzeg-Bosnia.

- Milivoj Petković era o comandante do Exército bósnio-croata (HVO).

- Slobodan Praljak foi um Major General no HVO e comandante das forças croatas em torno de Mostar.

## OTAN
- Wesley Clark foi o Comandante Supremo Aliado Europa de 1997 a 2000.

- Willy Claes foi o secretário-geral da OTAN entre 1994 a 1995.

- Manfred Wörner  foi o Secretário-Geral da NATO entre 1988 a 1994.

- Leighton W. Smith foi o Comandante em Chefe da United States Naval Forces Europe e Forças Aliadas do Sul da Europa a partir de 1994 a 1995.

- Jeremy M. Boorda foi o Comandante em Chefe das United States Naval Forces Europe e Europa Forças Aliadas do Sul da Europa entre 1991 a 1994.

## Nações Unidas
- David Pennefather foi o Comandante da Força de Reacção Rápida das Nações Unidas durante a Guerra da Bósnia.

- Rupert Smith foi o comandante da UNPROFOR durante 1995.

## Republika Srpska
- Radovan Karadžić era o presidente da Republika Srpska (RS) de 1992 a 1996. Ele também foi o fundador e primeiro líder do Partido Democrático Sérvio (SDS).

- Biljana Plavšić foi o vice-presidente da Republika Srpska de 1992 a 1996. Após a guerra, ela sucedeu Radovan Karadzic como presidente da RS em 1996.

- Ratko Mladić era o comandante do Exército sérvio bósnio (VRS).

- Stanislav Galić era o comandante das forças sérvias dentro e ao redor de Sarajevo entre 1992-1994.

- Dragomir Milošević era o comandante das forças sérvias dentro e ao redor de Sarajevo entre 1994-1995.

- Dragan Obrenović era um oficial sênior e comandante do Exército Popular Iugoslavo (EPI) e mais tarde do Exército sérvio bósnio (VRS).

- Milan Lukić era um comandante do grupo paramilitar "Beli Orlovi" e foi uma figura proeminente na tomada de 1992 e posterior limpeza étnica no leste da Bósnia.

## República Sérvia da Krajina
- Milan Martić foi um líder militar e político do República Sérvia da Krajina (RSK). Martic teve várias posições de liderança, incluindo Presidente, Ministro da Defesa e Ministro dos Assuntos Internos.

- Milan Babić foi o primeiro presidente e último primeiro-ministro da RSK.[4]

- Mile Mrkšić foi um general no EPI e depois Comandante em Chefe das forças armadas da Krajina Sérvia (SVK).

- Goran Hadžić era o líder dos sérvios no leste da Eslavônia e mais tarde presidente da RSK.

## República Federal da Iugoslávia
- Slobodan Milošević foi o presidente da República Socialista da Sérvia de 1989 a 1991 e depois presidente da República da Sérvia de 1991 a 1997. Mais tarde tornou-se presidente de República Federal da Iugoslávia de 1997 até sua queda em 2000.[5][6][7]

- Momir Bulatović era o presidente da República de Montenegro de 1990 a 1998 e depois primeiro-ministro de República Federal da Iugoslávia de 1998 a 2000.

- Milo Đukanović era o primeiro-ministro da República de Montenegro de 1991 a 1998.

- Borisav Jović era um aliado próximo e conselheiro de Slobodan Milošević e atuou como membro da presidência coletiva sérvia da Iugoslávia durante o final de 1980 e início de 1990.

- Jovica Stanišić era o chefe do Ministério do Interior da Sérvia.

- Veljko Kadijević era o ministro da Defesa do governo iugoslavo 1988-1992.

- Blagoje Adžić foi um general e chefe do Estado-Maior do Exército Popular Iugoslavo de 1989 a 1992.

- Života Panić foi um proeminente general do EPI e foi o último ministro interino da Defesa e chefe do Exército no governo iugoslavo. Comandante das forças do EPI na batalha de Vukovar.

- Vojislav Šešelj foi o fundador do nacionalista Partido Radical Sérvio e líder do exército paramilitar "Beli Orlovi" que serviu na Bósnia e na Croácia.

- Željko "Arkan" Ražnatović era um paramilitar sérvio, líder e comandante da Guarda Voluntária Sérvia, também conhecida como "Tigres de Arkan" que lutou na Croácia e na Bósnia.[8]

## Eslovênia
- Milan Kučan foi o primeiro Presidente da Eslovênia.[9]

- Milan Kučan foi o primeiro Primeiro-Ministro da Eslovênia.

- Janez Janša foi ministro da Defesa da Eslovênia.

- Igor Bavčar foi ministro da Interior da Eslovênia.